# Poaceae

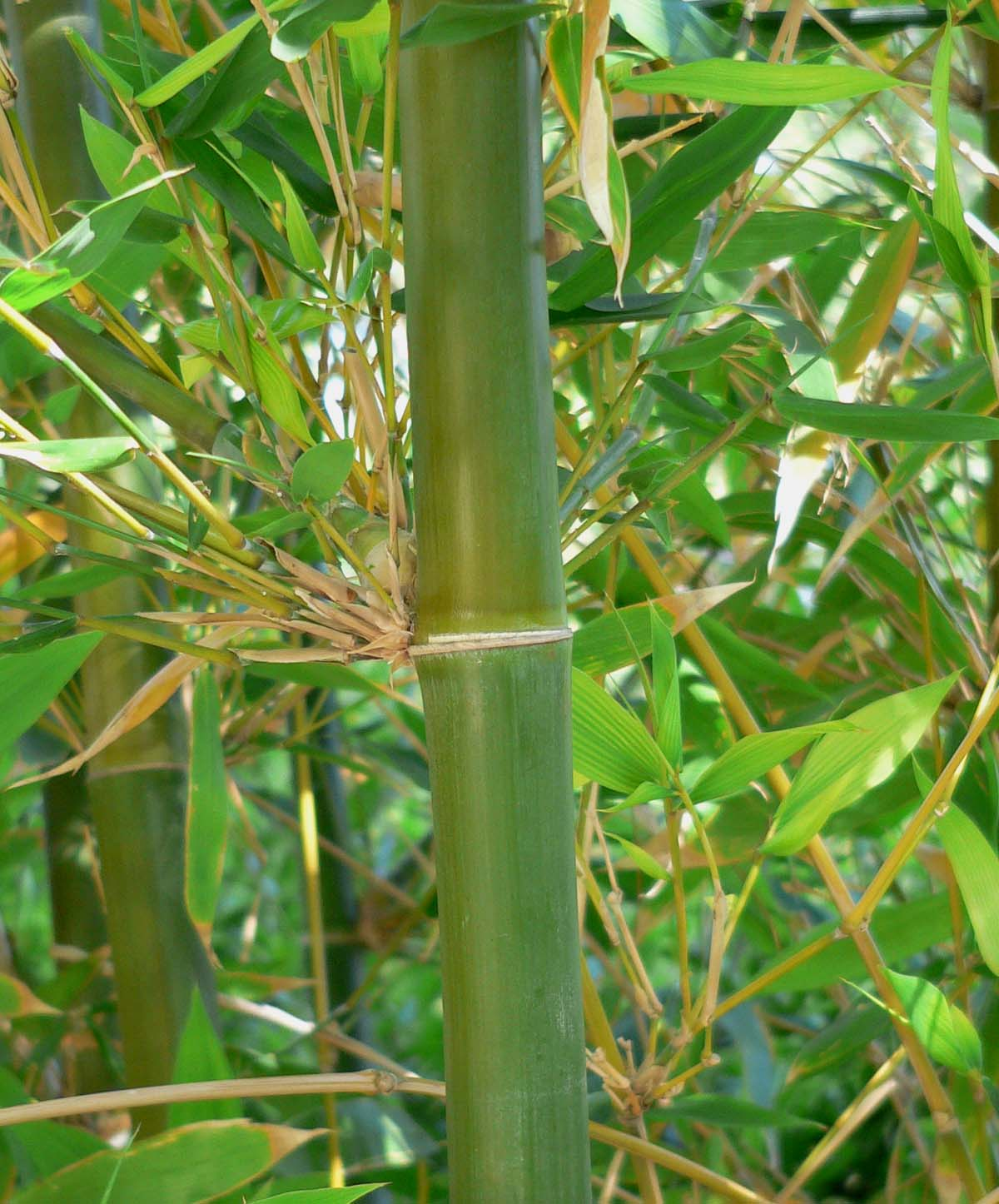
bambu (Bambusa oldhamii)

Poaceae é uma família de plantas das angiospermas da classe Liliopsida (Monocotiledôneas), subclasse Commelinidae, também conhecidas como capins, gramas ou relvas. São plantas floríferas, frequentemente rizomáticas (ou não), anuais ou perenes, sublenhosas até lenhosas, com forma de vida em arbusto, árvore, bambu, erva, liana/volúvel/trepadeira ou subarbusto, vive sob substrato aquático, rupícula ou terrícula.
O sistema de classificação APG II, de 2003, reconhece esta família incluindo-a na ordem Poales. A família é constituída por 668 gêneros com 10 035 espécies. O sistema de classificação APG, de 1998, reconhecia a família na ordem Poales com o nome de Gramineae (Juss.), com aproximadamente 700 gêneros e 12 000 espécies.
O Sistema de Cronquist, de 1981, também reconhecia esta família, porém colocando-a na ordem Cyperales (Wettst., 1911), que não existe mais.
No Sistema de Jussieu, de 1789, Gramineae é o nome de uma ordem botânica da classe Monocotyledones com estames hipogínicos, com 58 gêneros.
Estima-se que ambientes onde predominam espécies de Poacae correspondem a 20% da vegetação que cobre a terra, como os pastos e as savanas/cerrados. No Brasil, que possui cerrados e campos (naturais e antrópicos), ocorrem cerca de 180 gêneros e 1 500 espécies.
Nesta família encontram-se algumas plantas conhecidas como o trigo (Triticum aestivum), centeio, cevada (Hordeum vulgare), aveia (Avena sativa), arroz (Oryza sativa), sorgo (Sorghum bicolor), milheto (Pennisetum americanum), milho (Zea mays), cana-de-açúcar (Saccharum officinale), Bambu a Brachiaria entre outros.

## Etimologia

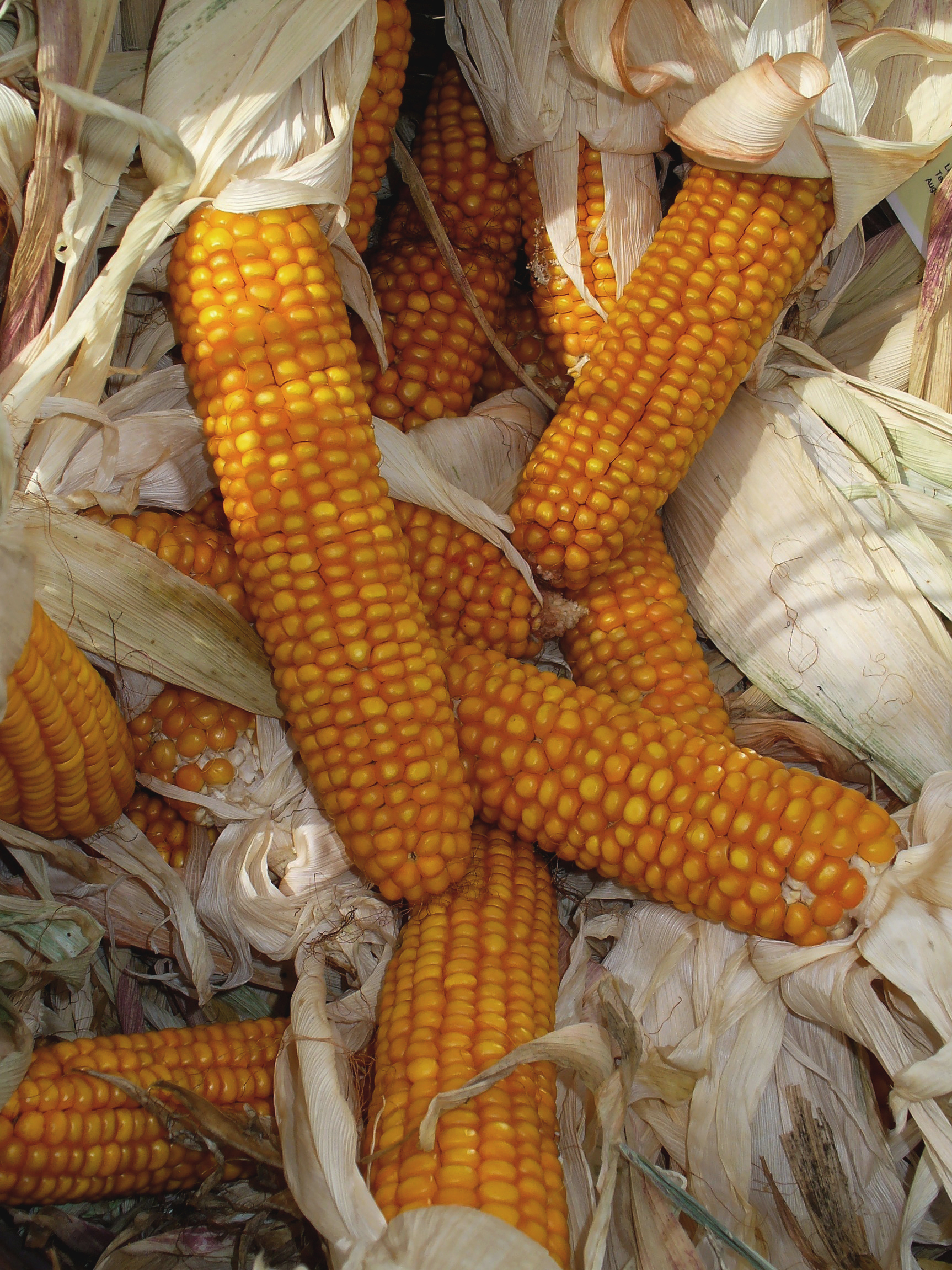
Milho (Zea mays)

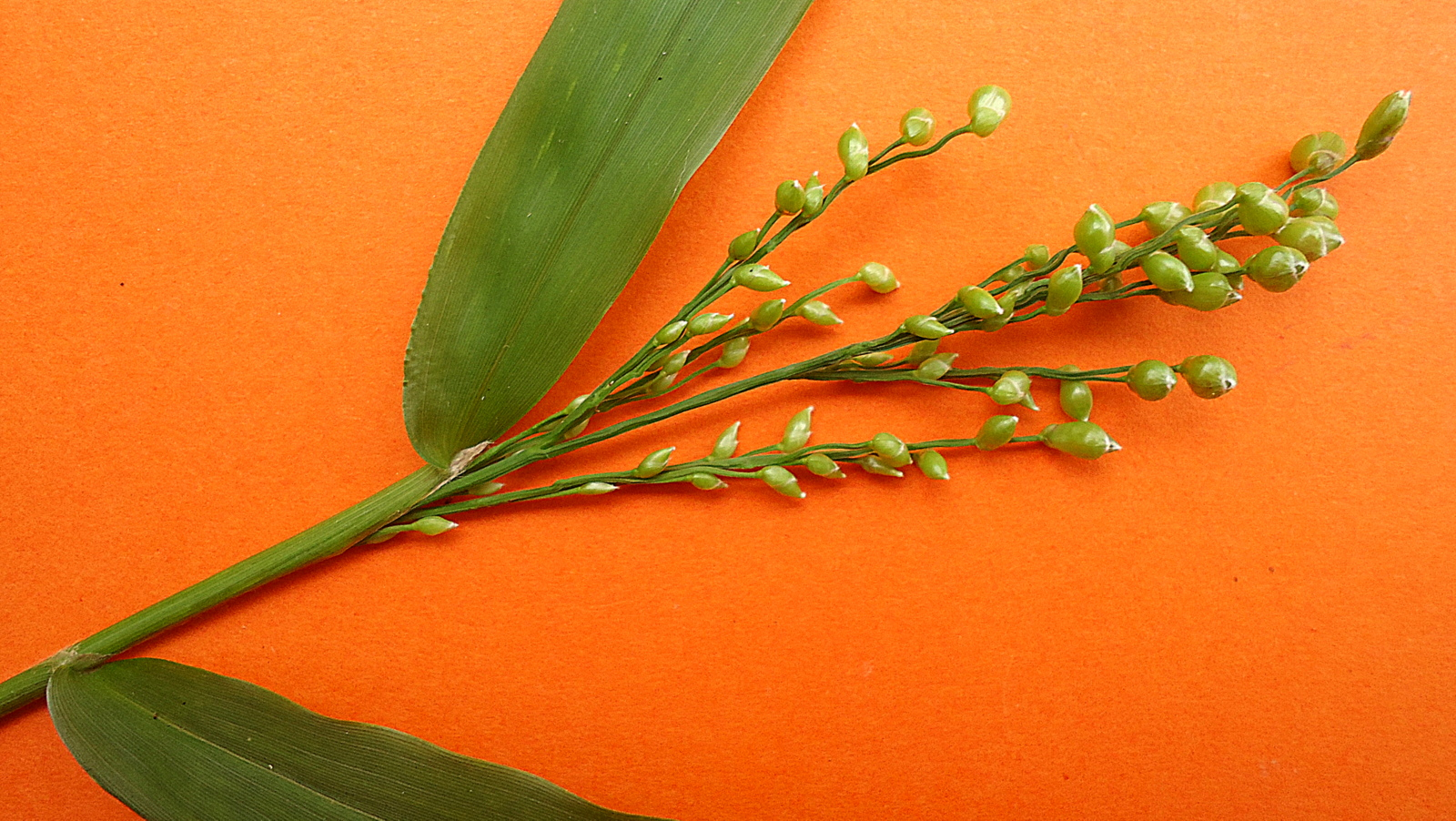
Lasiacis ligulata Hitahc. & Chase, Poaceae, Mata Atlântica, nordeste da Bahia, Brasil

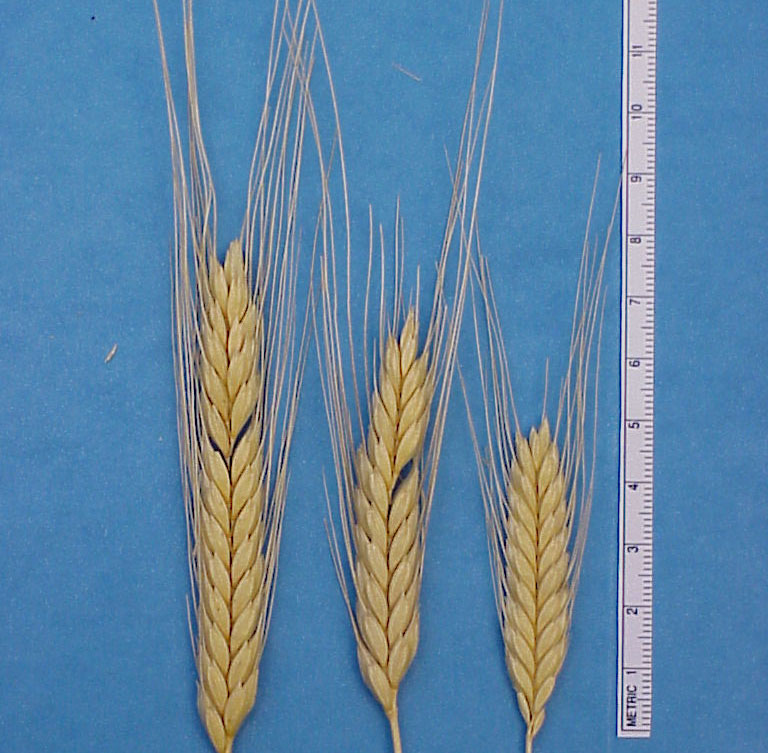
Triticum monococcum

"Capim" é proveniente do termo tupi caá pi'i, que significa "folha delgada". "Grama" vem do latim gramen, que significa "erva, relva". "Cereal" vem do latim cereale, que significa "referente a Ceres" (a deusa romana da agricultura). "Relva" vem do latim relevare, "levantar".

## Informações botânicas

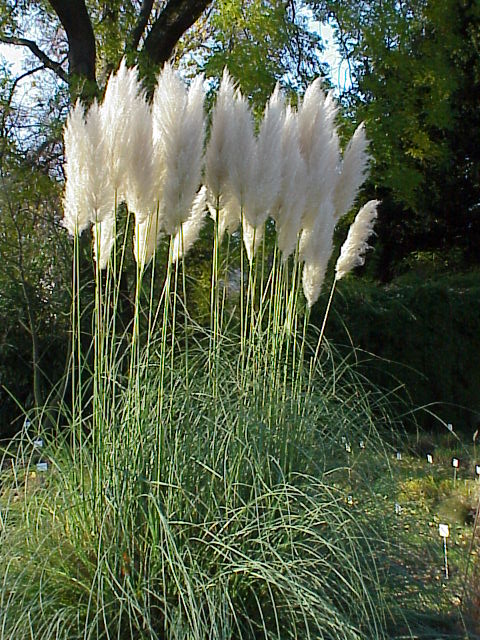
Cortaderia selloana

| Tabela1: Características morfológicas gerais das Poaceae | Tabela1: Características morfológicas gerais das Poaceae                                                                                                   |
| Estrutura                                                | Observação |
| -------------------------------------------------------- | --- |
| Folhas                                                   | Alternas, dísticas, formadas por bainha, lâmina e lígula, às vezes pseudopecioladas; lígula membranosa, membranoso-ciliada ou pilosa, raramente ausente.   |
| Bainha                                                   | Presente. Envolve o caule, não fusionadas, ocasialmente unidas, formam tubo.                                                                               |
| Lígula                                                   | Presente. Estrutura membranosa, pilosa ou membranoso-ciliada, na face adaxial da folha, no contato entre a bainha e a lâmina foliar                        |
| Lâmina                                                   | Presente. Simples, em geral linear, normalmente com venação paralela, achatadas ou às vezes enroladas em tubo, contínuas com a bainha ou pseudopecioladas. |
| Inflorescência                                           | Em espiga, panícula, cima ou racemos de espiguetas, |
| Espigueta                                                | Composta de um eixo e duas brácteas basais (glumas) dísticas proximamente sobrepostas e antécios.                                                          |
| Glumas                                                   | Geralmente duas, de tamanho igual ou desigual. |
| Antécios                                                 | Um a numerosos por espigueta, compostos de uma bráctea (o lema) subtendendo a flor e outra estrutura como bráctea (a pálea).                               |
| Lemas                                                    | às vezes 1 ou mais aristas aciculares, curbas ou retas. |
| Páles                                                    | Frequentemente translúcida, menor que, e parcialmente protegida pelo lema, frequentemente apresentando 2 quilhas.                                          |
| Flores                                                   | Pequenas, bissexuais ou unissexuais (Monoicas ou dioicas).                                                                                                 |
| Polinização                                              | Geralmente polinizada pelo vento, muito reduzidas em tamanho e em número de peças florais.                                                                 |
| Pólen                                                    | Monoporado |
| Lodículas                                                | Em mesmo número de peças periânticas, geralmente 2, translúcidas.                                                                                          |
| Estames                                                  | (1-) 3 (-6 ou numerosos) |
| Anteras                                                  | Geralmente sagitadas |
| Carpelos                                                 | Três, mas com frequências parecendo dois, conatos. |
| Estigmas                                                 | Dois (-3), plumosos, com papilas multicelulares. |
| Ovário                                                   | Súpero, com um lóculo e um óvulo subapical e quase basal, anfítropo ou semianátropo, com parede de megasporângio fina e espessa.                           |
| Fruto                                                    | Cariópse unisseminado (grão) com a parede do fruto fusionada à semente (menos frequentemente a parede do fruto e a semente livre)                          |
| Embrião                                                  | Um cotilédone (monocotiledônea) muito modificado (escutelo), de posição lateral.                                                                           |

### Raiz
Por serem monocotiledôneas tem a raiz fasciculada, abrangendo bastante área ao seu redor

### Folhas
As folhas das gramíneas são alternas dísticas, alongadas, paralelinérvias, invaginantes, com bainha fendida. Por serem sésseis não possuem pecíolo (o que liga a folha ao caule) exceto o bambu que possui um pseudo pecíolo. Há duas pequenas expansões na base da lâmina foliar denominada aurículas. Na junção da lâmina foliar com a bainha há a formação da lígula|lígula que pode ser membranosa, pilosa ou mista, característica muito importante para a taxonomia, a lígula fica entre a bainha e o limbo da folha na parte interna da mesma. A epiderme é rica em silício.

### Caule
Possui caules de secção circular, em sua maioria o colmo, exceto o bambu que possui o caule lignificado, em seus entrenós são encontrados meristemas intercalados que os protegem do fogo e de herbivorias, já que nesses meristas são constituídos de gemas que fazem a planta crescer novamente.

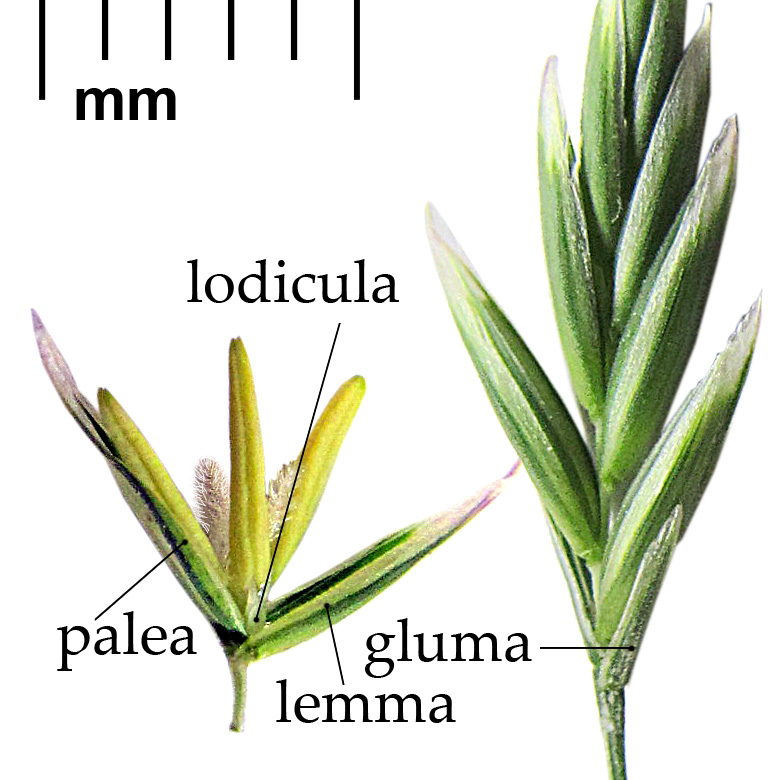
Figura esquemática para flores em Poaceae

### Flores
Apresenta um perigônio formado por 3 verticilos de 2 peças que se reúnem em 1º grau para formar a inflorescência denominada “espigueta". Esta espigueta pode ser formada por 1 a 50 flores, onde algumas podem não ser funcionais.
Constituição da espigueta: ráquila, 2 glumas e flor em número variado conforme a espécie, que pode ser unissexual, hermafrodita ou neutra. A flor está formada de "lodículas", "androceu" e "gineceu". Apresentam brácteas: a “lema” e a “pálea”, que protegem o androceu e o gineceu, podem ser férteis ou estéreis. A lema é a mais externa, monoquilhada, pode apresentar "arista" (espigueta aristada), e quando não a tem denomina-se espigueta "mútica", passando este termo a integrar ou classificar a cultivar ou variedade; a pálea é biquilhada e cobre total ou parcialmente a pálea; o conjunto formado por lema e pálea denomina-se de "antécio" que pode estar ou não protegido pelas 2 brácteas da espigueta, denominadas “glumas I e II”; o androceu é formado por 3 estames na maioria das espécies, com filetes longos e tênues, o que facilita a anemofilia; excepcionalmente podem ocorrer 1,2,6 ou mais estames.

### Frutos
Na sua grande maioria, os frutos das gramíneas são cariópses, que são frutos secos, indeiscentes (que não abrem) e possuem em sua maioria a semente presa ao pericarpo (endocarpo, mesocarpo e epicarpo) do fruto.

## Biogeografia

### Distribuição ecológica

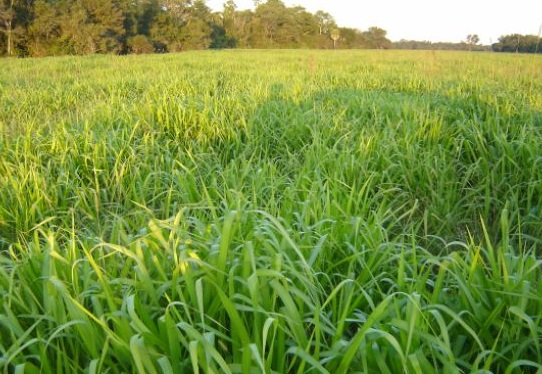
Brachiaria (Poaceae)

Plantas cosmopolitas, presentes tanto em ambientes desérticos como marinhos e de água doce. Registro em todos os tipos de ecossistemas, exceto em grandes altitudes. Segundo Judd, (2009), os campos nativos se desenvolvem em ecossistemas que apresentam estiagem sazonal, relevo ondulado e fogo periódico. Locais de presença e dominância das gramineas são as pradarias da América do Norte, os Pampas e os Cerrados Sul-americanos, o Veld africano (savana) e as estepes euro-asiáticas. Ocupam cerca de 24% da vegetação terrestre. Não é uma família extritamente endêmica do Brasil.

### Tipo de vegetação

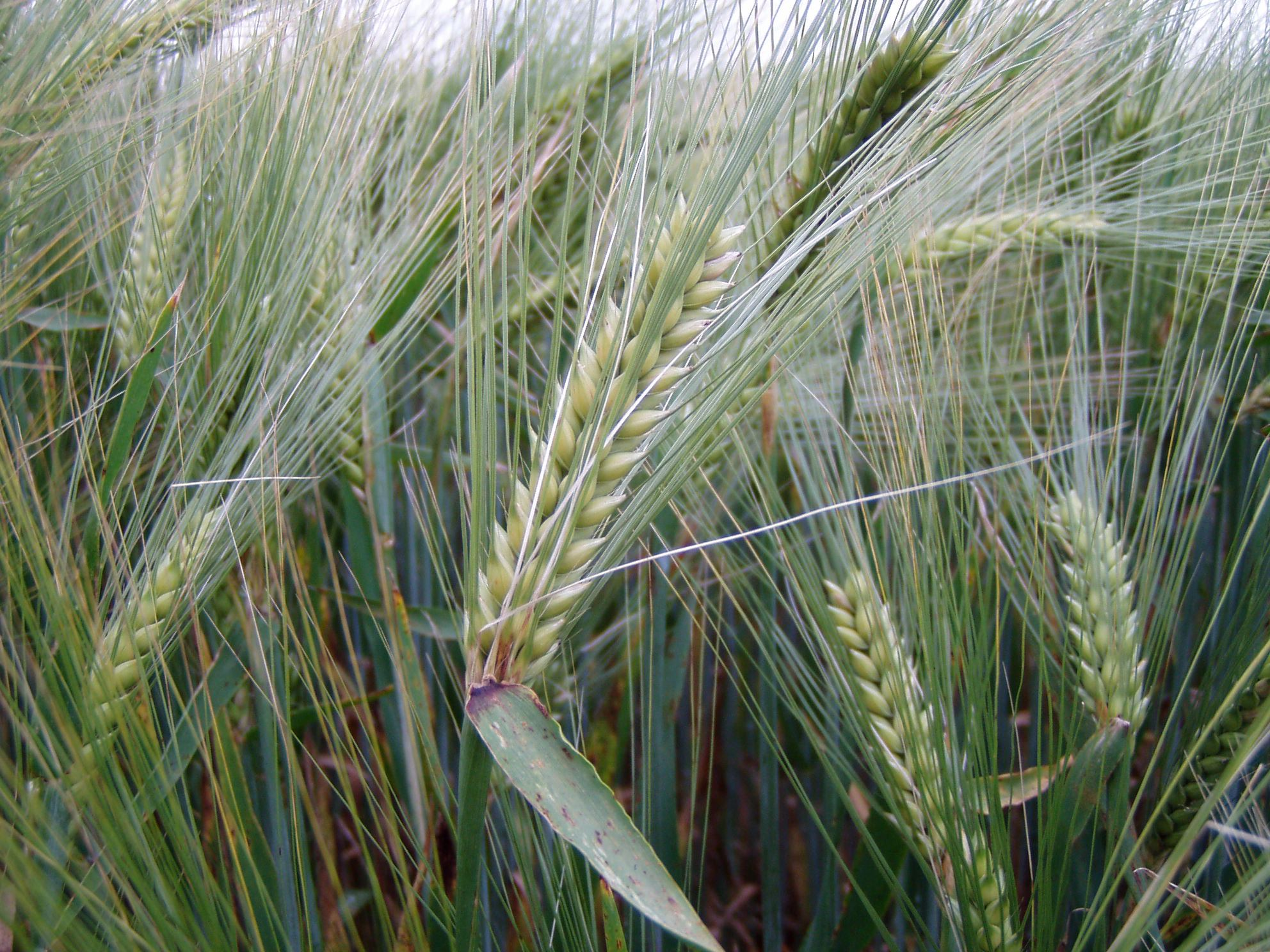
Cevada (Hordeum vulgare)

Área antrópica, caatinga (stricto sensu), campinarana, campo de altitude, campo de várzea, campo limpo, campo rupestre, carrasco, cerrado (lato sensu), floresta ciliar ou galeria, floresta de igapó, floresta de terra firme, floresta de várzea, floresta estacional decidual, floresta estacional perenifólia, floresta estacional semidecidual, floresta ombrófila (= floresta pluvial), floresta ombrófila mista, manguezal, palmeiral, restinga, savana amazônica, vegetação aquática, vegetação sobre afloramentos rochosos.

### Ocorrência (Brasil)
Dados da biogeografia da família no Brasil:
Ocorrências confirmadas
- Norte (Acre, Amazonas, Amapá, Pará, Rondônia, Roraima, Tocantins)

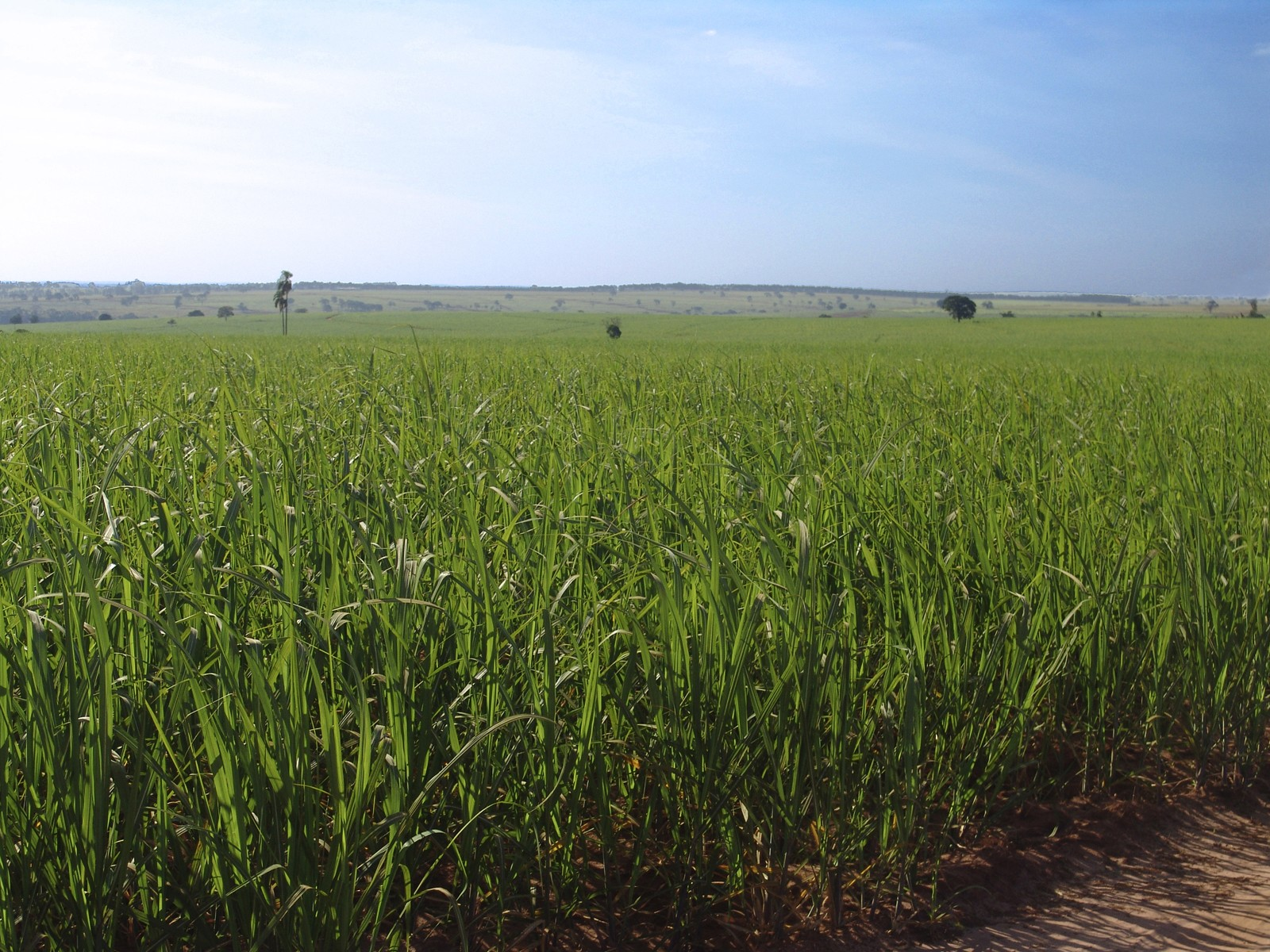
Cultura de cana-de-açúcar (gênero Saccharum)

- Nordeste (Alagoas, Bahia, Ceará, Maranhão, Paraíba, Pernambuco, Piauí, Rio Grande do Norte, Sergipe)
- Centro-oeste (Distrito Federal, Goiás, Mato Grosso do Sul, Mato Grosso)

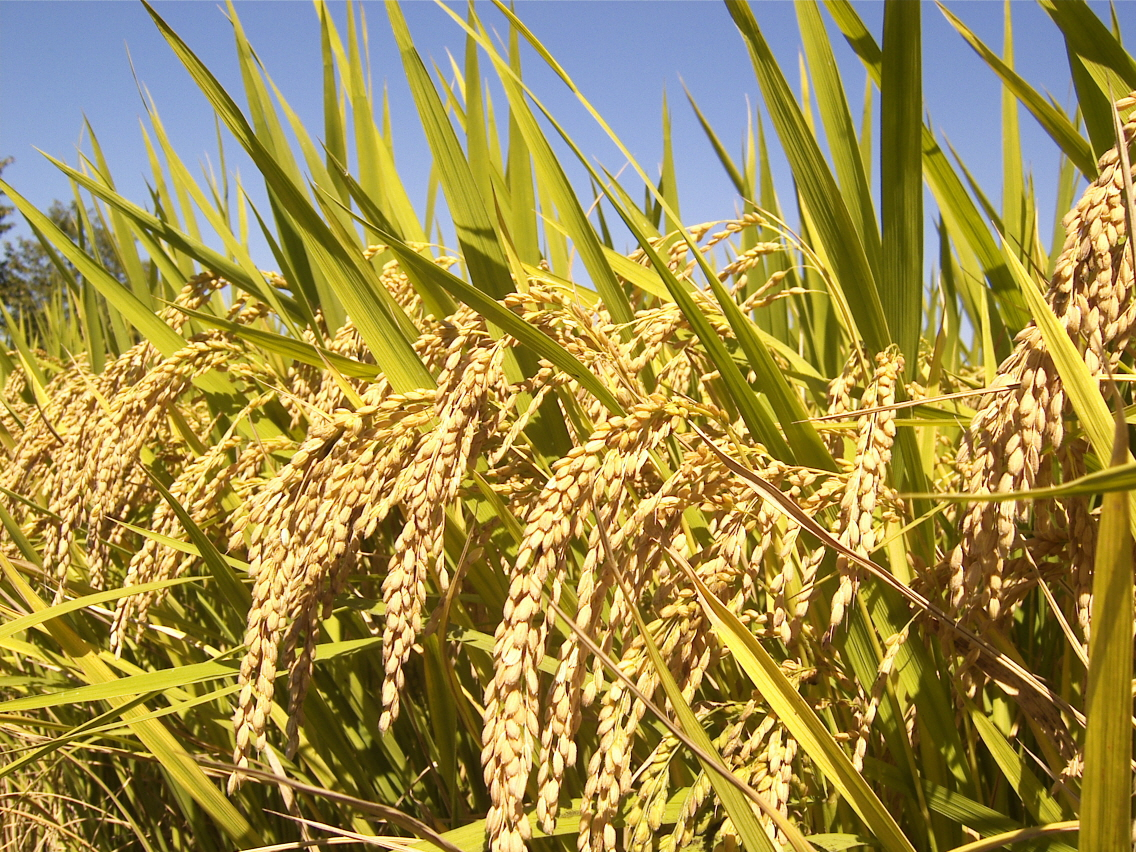
Arroz (Oryza sativa)

- Sudeste (Espírito Santo, Minas Gerais, Rio de Janeiro, São Paulo)
- Sul (Paraná, Rio Grande do Sul, Santa Catarina)
- Ilhas Oceânicas: Fernando de Noronha

Possíveis ocorrências
- Norte (Acre, Amazonas, Amapá, Pará, Rondônia, Roraima, Tocantins)
- Nordeste (Alagoas, Bahia, Ceará, Maranhão, Paraíba, Pernambuco, Piauí, Rio Grande do Norte, Sergipe)
- Centro-oeste (Goiás, Mato Grosso do Sul, Mato Grosso)

- Sudeste (Espírito Santo, Minas Gerais, Rio de Janeiro, São Paulo)
- Sul (Paraná, Rio Grande do Sul, Santa Catarina)
- Ilhas Oceânicas: Trindade

### Domínios fitogeográficos (Brasil)
Amazônia, Caatinga, Cerrado, Mata Atlântica, Pampa, Pantanal

## Taxonomia

### Subfamílias
- Anomochlooideae
- Aristidoideae
- Arundinoideae
- Bambusoideae
- Chloridoideae
- Danthonioideae
- Ehrhartoideae
- Micrairoideae
- Panicoideae
- Pooideae
- Puelioideae
- Pharoideae

### Relações filogenéticas[8]

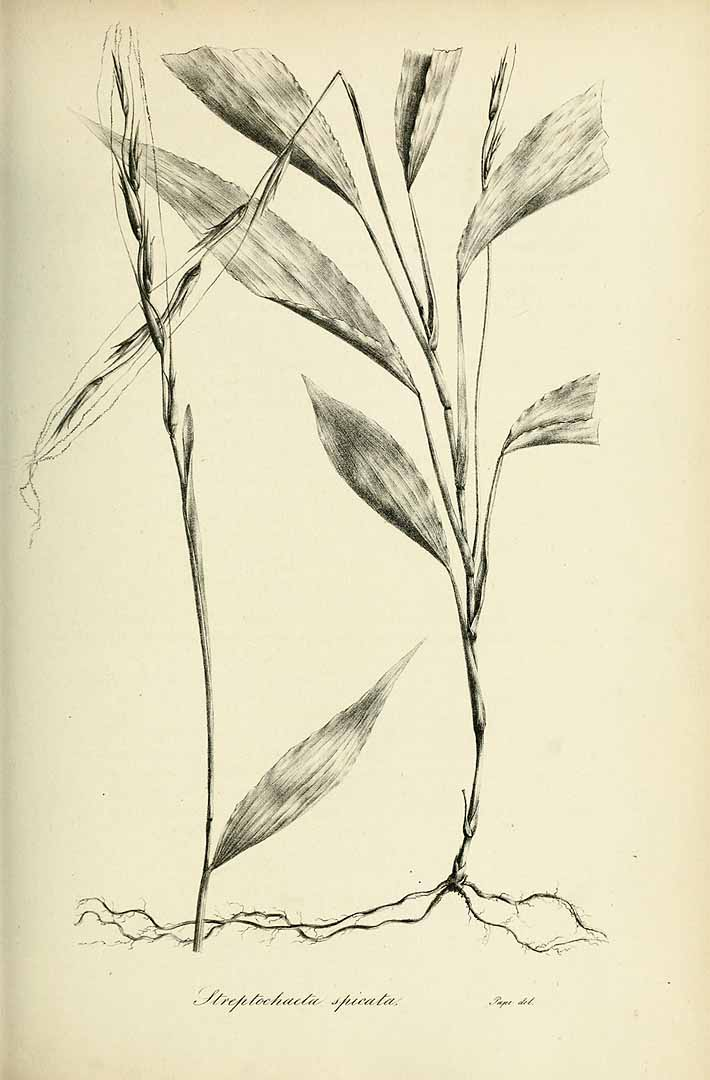
Streptochaeta

Anomochlooideae: Grupo irmão de todas as outras dentro do clado Poaceae. Inclui ervas perenes que crescem no chão sombreado de florestas nos Neotrópicos. Existem dois gêneros, Anomochloa e Streptochaeta, cada um em sua própria tribo.
Esta subfamília é a linhagem mais precoce divergente das gramíneas.
Pharoideae: Contém uma única tribo Phareae, com dois gêneros: Leptaspis e Pharus. Seus membros crescem nos pisos sombreados de florestas temperadas tropicais e quentes.
Esta subfamília é uma das linhagens de gramíneas mais antigas divergentes.
Puelioideae: Possui dois gêneros: Guaduella e Puelia, cada um em sua própria tribo. Seus membros crescem no sub-bosque de florestas tropicais.
Esta subfamília é uma das linhagens de gramíneas mais antigas divergentes.
Aristideae: é a única tribo de gramíneas na subfamília monotípica Aristidoideae. Seus membros são herbáceos anuais ou perenes encontrados em florestas subtropicais e zonas temperadas. A tribo tem mais de 300 espécies em três gêneros, onde a subfamília é um membro do clado de gramíneas, o grupo evolutivo em que a fotossíntese C4 evoluiu muitas vezes.
Panicoideae: Segunda maior subfamília das gramíneas com mais de 3 500 espécies, distribuídas principalmente em regiões temperadas e tropicais quentes. Compreende algumas culturas agrícolas importantes, incluindo a cana-de-açúcar, o milho, o sorgo e o capim. A fotossíntese C4 evoluiu independentemente um número de vezes na subfamília, onde tinha um antepassado C3.
Arundinoideae: Possui cerca de 40 espécies, incluindo o junco gigante e junco comum. Ao contrário de muitos outros membros do clado nas gramíneas, os Arundinoideae todos usam C3 fotossíntese. Seu grupo irmão é a subfamília Micrairoideae. Arundinoideae costumava ser bastante grande em sistemas taxonômicos mais antigos, com mais de 700 espécies, mas a maioria deles foram movidos para outras subfamílias após análises filogenéticas. Atualmente, as espécies são colocadas em 16 gêneros e duas tribos.
Micrairoideae: Distribuída em regiões tropicais e subtropicais. Dentro do clado é irmão da subfamília Arundinoideae. Inclui cerca de 190 espécies em nove gêneros. A classificação filogenética das gramíneas reconhece quatro linhagens principais, classificadas como tribos. Apenas as espécies da tribo Eriachneae (gêneros Eriachne e Pheidochloa) desenvolveram a via fotossintetizante C4.

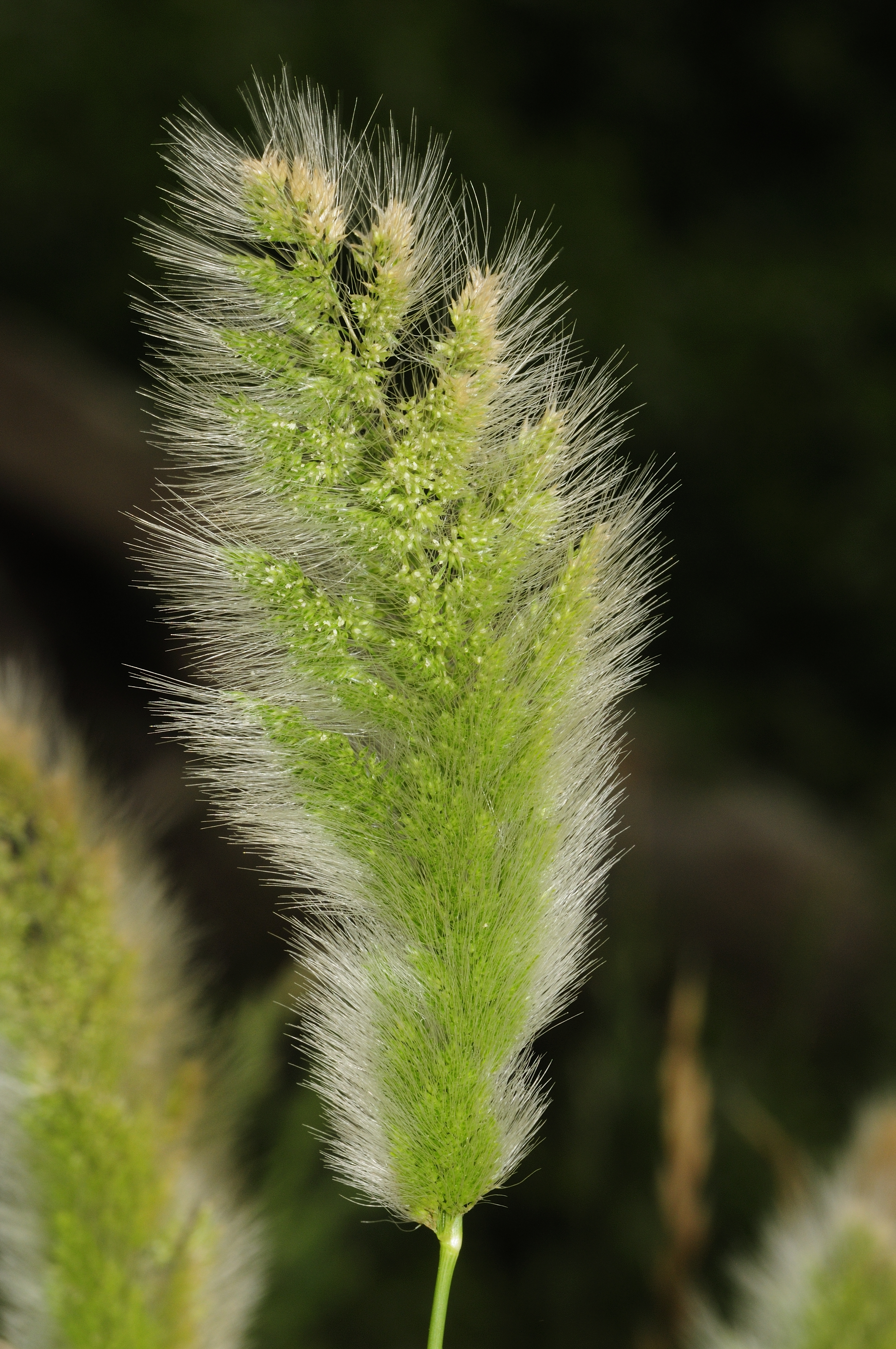
Polypogon monspeliensis - subfamília Pooideae

Danthonioideae: Distribuida principalmente do hemisfério sul, contendo a única tribo Danthonieae e três gêneros, com 300 espécies. Inclui erva herbácea e parcialmente lenhosa ou anual (menos comum) gramas que crescem em pastagens abertas, arvoredos e florestas.
Danthonioideae exclusivamente utiliza a fotossíntese C3. Seu grupo irmão é a subfamília Chloridoideae, onde existem 20 gêneros, 17 dos quais são colocados na tribo Danthonieae, enquanto três ainda não foram classificados. As relações dentro do grupo são complicadas; Evidências filogenéticas conflitantes do DNA nuclear e do cloroplasto sugerem que os eventos de hibridização desempenharam um papel importante no Danthonioideae.
Chloridoideae é uma das maiores subfamílias de gramíneas, com aproximadamente 130 gêneros e 1 600 espécies, encontradas principalmente em pastagens áridas tropicais ou subtropicais. Dentro do clado, seu grupo irmão são os Danthonioideae. A subfamília inclui ervas daninhas e as espécies do milho crescidas em algumas regiões tropicais.
Com exceção de algumas espécies em Elliscochloa, a maioria das espécies da subfamília utiliza a via fotossintetizante C4. A primeira transição evolutiva da fotossíntese C3 para C4 nas gramíneas provavelmente ocorreu nesta subfamília, cerca de 32 a 25 milhões de anos.
Oryzoideae: Inclui cerca de 120 espécies em 20 gêneros, principalmente o arroz. Dentro das gramíneas, esta subfamília é uma das três pertencentes doclado rico em espécies que utilizam a fotossíntese C3; É a linhagem basal da subfamília. Contém quatro tribos e um gênero de posição incerta, Suddia (provavelmente Phyllorachideae). As análises filogenéticas resolveram a ordem de ramificação destes clados dentro da subfamília.
Bambus são perenes florescendo plantas na subfamília Bambusoideae. No bambu, tal como noutras gramíneas, as regiões internodais do caule são geralmente ocos e os feixes vasculares na secção transversal estão espalhados por todo o caule em vez de numa disposição cilíndrica. O xilema lenhoso dicotiledóneo também está ausente. A ausência de madeira de crescimento secundário faz com que as hastes de monocotiledóneas, incluindo as palmas e os grandes bambus, sejam colunares em vez de afiladas.
Pooideae é a maior subfamília de Poaceae com 4.200 espécies em 14 tribos e aproximadamente e 200 géneros. Incluem alguns cereais principais como o trigo, a cevada, a aveia, o centeio e muitas gramas. Eles são muitas vezes referidos como gramíneas de estação fria porque elas são distribuídas em clima temperado. Todos usam a via fotossintética C3.

### Gêneros
Índice com os géneros da família Poaceae segundo o sistema: APG II
Índice com os gêneros da família Poaceae segundo o sistema: Flora do Brasil

### Espécies
Há 458 espécies de gramíneas catalogadas no Estado de São Paulo, sendo 403 plantas nativas e 55 originárias do exterior.

## Importância econômica
De fundamental importância para alimentação humana, esta família botânica é a mais importante de todas as famílias de plantas para economia, cerca de 70% das terras cultivadas e responsável por mais de 50% das calorias consumidas pela humanidade, sendo cultivada pelo menos há 10 mil anos. Graças a domesticação de plantas como trigo, cevada, arroz e aveia foi possível o surgimento das primeiras formas de civilização. Os grãos são o principal alimento cultivado em torno do mundo e o bambu, usado extensamente para a construção e os brotos jovens na alimentação. As gramas agriculturais cultivadas para a produção de alimento são chamadas cereais. Os cereais constituem a fonte principal de calorias para seres humanos. Incluem o arroz na Ásia, o milho no México e trigo e cevada na Europa e na América do Norte. O milho e outros cereais são também cultivados em muitos países para a produção de alimentos para animais, na pecuária, as fibras para fabricar papel, a polpa para a produção de raiom, os açucares para fermentação de bebidas alcoólicas, tais como cerveja e uísque e os caules resistentes utilizados como material de construção.
Elas têm uma grande importância também na agronomia. O trigo é um exemplo de gramínea, que se adaptou largamente entre várias regiões do planeta para a produção de cervejas. O arroz é outro exemplo de gramínea que se adaptou largamente ao paladar, não só do brasileiro assim como outros países que tem ele como um dos seus principais alimentos.
As gramíneas estão largamente relacionadas com a agronomia e agroecologia. O ramo da botânica que as estuda é a agrostologia.